# Флаг Торковичского сельского поселения
Флаг муниципального образования Торко́вичское сельское поселение Лужского муниципального района Ленинградской области Российской Федерации — опознавательно-правовой знак, служащий официальным символом муниципального образования.
Флаг утверждён 26 июля 2011 года решением Совета депутатов муниципального образования Торковичское сельское поселение № 61 и внесён в Государственный геральдический регистр Российской Федерации с присвоением регистрационного номера 7095.

## Описание
«Флаг муниципального образования Торковичское сельское поселение Лужского муниципального района Ленинградской области представляет собой прямоугольное полотнище с отношением ширины флага к длине — 2:3, воспроизводящее композицию герба муниципального образования Торковичское сельское поселение Лужского муниципального района Ленинградской области в белом, чёрном, синем и жёлтом цветах».
Геральдическое описание герба гласит: «В серебряном поле под чёрной главой, обременённой золотым цветком о пяти лепестках с лазоревым (поверх главы — серебряным) левым волнистым боковиком, обременённым тремя летящими одна над другой ласточками (в серебре — чёрной, летящей вправо и в лазури двумя серебряными противонаправленными, верхняя из которых летит влево) — две лазуревые стеклодувные трубки накрест, сопровождаемые по сторонам четырьмя такими же пламенами (верхнее и нижнее из которых — в столб и противонаправлены, а прочие — расходятся в стороны)».

## Обоснование символики
Жёлтый цветок о пяти лепестках на чёрном фоне служит напоминанием о Бестужевых, ранее владевших землями на территории Торковического сельского поселения. Описание герба рода Бестужевых гласит: «В щите, имеющем чёрное поле, изображены восемь золотых крестов, положенных числом три, два, три и имеющих на трёх верхних концах крестообразыне перекладины, а между ними, на середине щита, пятилиственный золотой цветок». Также этот символ можно рассматривать и как знак местной природы.
Синие стеклодувные трубки, положенные накрест, сопровождаемые по сторонам синими пламенами, напоминают о Торковичском стекольном заводе — предприятии с богатой историей, действовавшим на территории поселения с 1870 по 1996 годы.
История завода началась 28 декабря 1869 года (9 января 1870 года), когда купец 1-й Гильдии коммерции советник Абрам Моисеевич Варшавский получил разрешение на строительство завода «… для производства стеклянной продукции близ деревни Торковичи», а 18 (30) января 1870 года — на выработку её (разрешение на производство работ в избранном им помещении в Лужском уезде Бутковской волости при деревне Торковичи близ станции Оредеж Московской Винадаво-Рыбинской железной дороги). Завод имел одну плавильную печь и занимался изготовлением питейной и аптекарской посуды и телеграфных изоляторов.
В 1881 году завод перешел в собственность петербургского купца первой гильдии Альбрехта Рихардовича Ликфельда и получил название — «Общество стекольного производства А. Р. Ликфельдт». В 1902 году, на территории завода находилось: 20 заводских построек, в том числе два заводских корпуса с ванными, тремя горшечными и 52 закальными печами, паровая шлифовальня с сотней шлифовальных и гравировальных станков, две сушильни, кирпичный завод, столярная мастерская, две школы и приёмный покой.
Декретом Совета Народных комиссаров от 30 июня 1918 года завод был национализирован. В советское время завод был одним из предприятий стекольной промышленности, на которых внедрялись передовые технологии. В середине 1990-х годов здесь организовали нелегальный розлив спиртосодержащей жидкости, а когда всё вскрылось, завод сгорел. 4 января 1996 года завод был закрыт и впоследствии было уничтожено всё оборудование и разрушены все печи.
Волнистая правая полоса переменных цветов символизирует озеро Антоново и реку Оредеж. Памятник природы — геологические обнажения девона на реке Оредеж (озеро Антоново) — внесены в Красную книгу природы Ленинградской области.
Синий цвет (лазурь) символизирует честность, верность, безупречность, красоту, мир, возвышенные устремления.
Чёрный цвет — символ благоразумия, мудрости, скромности, честности, вечности и древности бытия. Чёрный цвет это и символ былого промышленного производства, а сочетание синего и белого цветов, помимо водных просторов, указывают и на былой основной профиль Торковичей — стеклодувное дело
Белый цвет (серебро) символизирует чистоту помыслов, правдивость, невинность, благородство, откровенность, непорочность, надежду.
Жёлтый цвет (золото) — символ божественного сияния, благодати, прочности, величия, солнечного света. Символизирует также могущество, силу, постоянство, знатность, справедливость, верность.